# Вымское княжество
Вымское княжество — княжество, существовавшее в XV—XVI веках на современной территории республики Коми. Сначала являлось частью Новгородской республики, затем Перми Вычегодской а с вхождением в состав великого княжества Московского в конце XV века земель Перми Вычегодской и Перми Великой окончательно вошло в состав Русского государства.

## История
Во время существования Великопермского княжества было в зависимости от великопермских князей и являлось пограничной западной областью. Управлялось князьями Вымскими из княжеской династии Ермоличей. Вымские князья сначала были на службе у московского князя Василия Темного, затем, во время Междоусобной войны, на службе у великопермских князей и именовались воеводами. С концом самостоятельности Великопермского княжества прекратило существование и Вымское княжество.

## Известные правители
- Ермолай Вымский, князь.
- Василий Ермолаевич Вымский, князь (1460?)
- Петр Васильевич Вымский, князь (уп. 1482)
- Федор Васильевич Вымский, князь (уп. 1482)

## См.также
- История Республики Коми
- Пермь Великая